# Brent's Cove
Brent's Cove är en ort i Kanada.   Den ligger i provinsen Newfoundland och Labrador, i den östra delen av landet, 1 600 km öster om huvudstaden Ottawa. Brent's Cove ligger 60 meter över havet och antalet invånare är 181.
Terrängen runt Brent's Cove är platt. Havet är nära Brent's Cove åt nordväst. Trakten är glest befolkad. Närmaste större samhälle är LaScie, 8,5 km öster om Brent's Cove. 